# Anderson-Gletscher (Antarktika)
Der Anderson-Gletscher ist ein stark von Spalten durchzogener Gletscher von 19 km Länge im Grahamland auf der Antarktischen Halbinsel. Er fließt in südöstlicher Richtung in das Cabinet Inlet, das er zwischen Kap Casey und dem Balder Point an der Foyn-Küste erreicht.
Der Falkland Islands Dependencies Survey (FIDS) kartierte ihn 1947 anhand eigener Vermessungen. Luftaufnahmen entstanden im Dezember 1947 bei der US-amerikanischen Ronne Antarctic Research Expedition (1947–1948). Der FIDS benannte den Gletscher nach dem britischen Politiker John Anderson, 1. Viscount Waverley (1882–1958), Lord President of the Council und von 1943 bis 1945 Schatzkanzler im Kriegskabinett Winston Churchills.